# Cliffhanger (arrampicata)

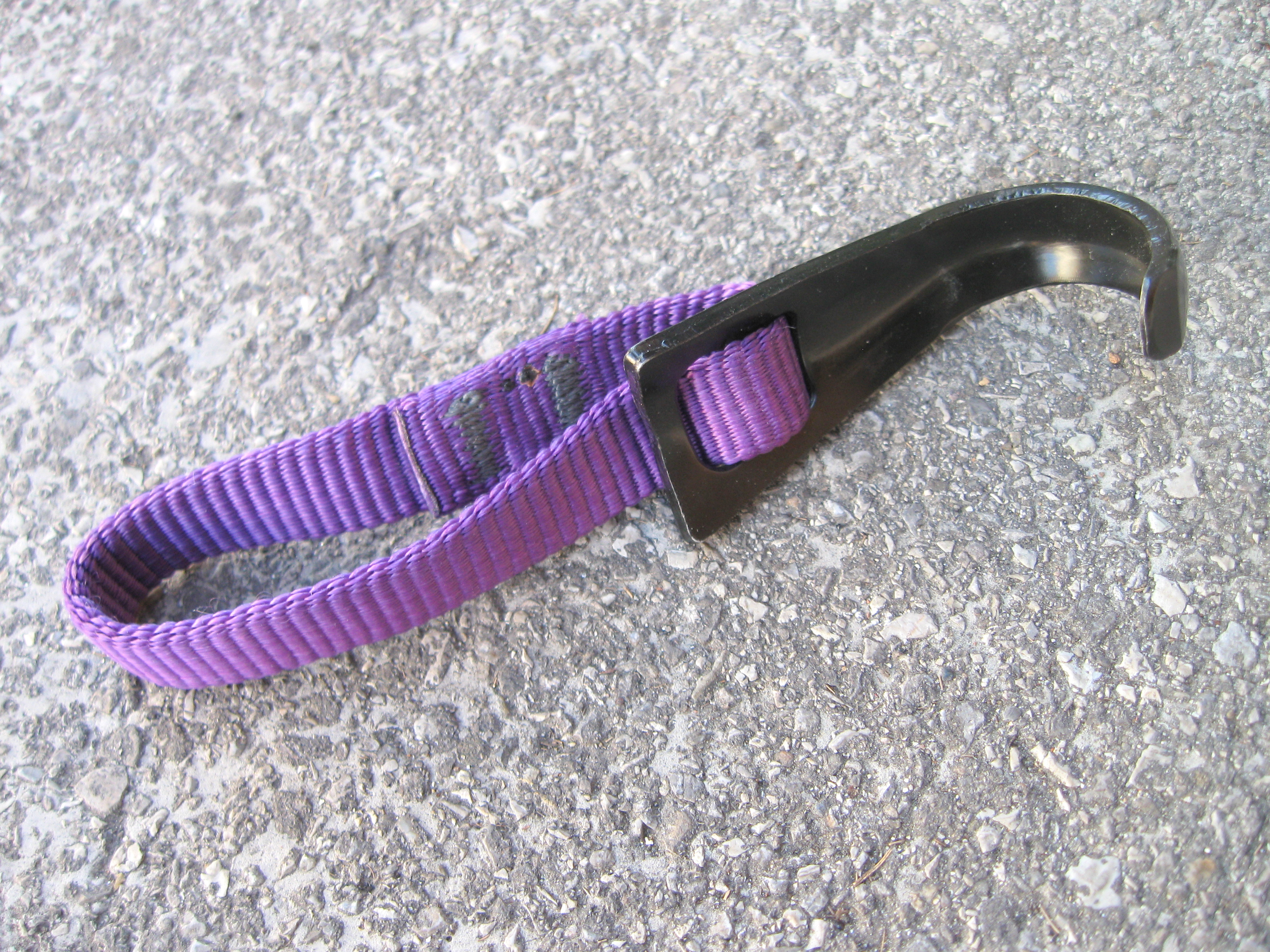
Skyhook.

Il cliffhanger (noto anche come skyhook o sky-hook) è un caratteristico attrezzo dell'arrampicata artificiale. Viene usato durante la progressione, permettendo allo scalatore di sostare brevemente (appendendosi con questo a una scaglia o a un'irregolarità della parete), nei casi in cui non sia possibile utilizzare strumenti maggiormente sicuri (chiodi, nuts, friends etc.).

## Caratteristiche e storia
Il cliffhanger consiste in un artiglio metallico che fa presa sulle asperità della roccia. La "tenuta" dell'attrezzo è adeguata solamente se esso viene posto costantemente sotto carico (in pratica, l'arrampicatore deve appendersi e caricarvi il proprio peso perché il cliffhanger resti agganciato alla parete); una volta superato il passaggio, l'attrezzo si può rimuovere facilmente. È da sottolineare come i cliffhanger, gli skyhook e tutti i ganci similari, abbiano il solo scopo di sostenere il peso dell'arrampicatore: non garantendo alcuna tenuta in caso di una sua caduta (o anche solo di un brusco movimento), non possono venire equiparati agli altri attrezzi di sicurezza già citati (chiodi etc.). Ne esistono oggi di varie forme, fogge e dimensioni, con una grandezza media che resta tuttavia di pochi centimetri. Il cliffhanger è uno degli attrezzi ideati e promossi dagli arrampicatori americani negli anni settanta nel momento in cui essi scelsero di adottare una filosofia di arrampicata artificiale che riducesse al minimo, o addirittura eliminasse, l'utilizzo di attrezzi tendenzialmente dannosi per la struttura rocciosa (come i chiodi, per esempio, la cui infissione può generare modifiche permanenti alla parete).